# Циклинзависимая киназа
Циклинзависимые киназы (англ. cyclin-dependent kinases, CDK) — группа белков, регулируемых циклином и циклиноподобными молекулами. Большинство циклинзависимых киназ участвуют в смене фаз клеточного цикла; также они регулируют транскрипцию и процессинг мРНК. 
Циклинзависимые киназы являются серин/треониновыми киназами и фосфорилируют соответствующие аминокислотные остатки в белках. Известно несколько циклинзависимых киназ, каждая из которых активируется одним или более циклинами и иными подобными молекулами после достижения их критической концентрации. Эти ферменты по большей части гомологичны и отличаются в первую очередь конфигурацией участка связывания циклинов. В ответ на уменьшение внутриклеточной концентрации конкретного циклина происходит обратимая инактивация соответствующей CDK. Если CDK активируются группой циклинов, каждый из них, как бы передавая протеинкиназы друг другу, поддерживает CDK в активированном состоянии длительное время. Такие волны активации CDK возникают на протяжении G1- и S- фаз клеточного цикла. 
Опыты на мышах показали, что ингибирование циклинзависимых киназ, в частности, CDK5, останавливает развитие поликистоза почек.

## Циклинзависимые киназы и соответствующие циклины
- CDK1; циклин A, циклин B
- CDK2; циклин A, циклин E
- CDK3
- CDK4; циклин D1, циклин D2, циклин D3
- CDK5; CDK5R1, CDK5R2
- CDK6; циклин D1, циклин D2, циклин D3
- CDK7; циклин H
- CDK8; циклин C
- CDK9; циклин T1, циклин T2a, циклин T2b, циклин K
- CDK10
- CDK11 (CDC2L2); циклин L